# Gefleortens mejeriförening
Gefleortens mejeriförening var en kooperativ mejeriförening i Gästrikland. Den bildades den 1 juli 1933 när 13 lokala mejerier gick samman. Efter hand var mejeriet i Gävle det enda kvarvarande. Bollnäsfil var ett varumärke som mejeriet i Gävle producerade.

## Samgående med Arla
Redan 1991 planerades ett samgående mellan Gefleortens och Arla men både Näringsfrihetsombudsmannen och Marknadsdomstolen sade nej. 
Då efterfrågan på traditionella mjölk- och filprodukter minskat och konkurrensen från butikerna egna varumärken ökat, började ledningen söka en samarbetspartner.
Gefleortens omsättning 2015 var 364 miljoner kronor medan Arlas var 96 miljarder.
Den 1 december 2017 gick föreningen samman med Arla Foods och den hade då 59 mjölkbönder i Gästrikland, Dalarna och Norduppland och 60-talet anställda på mejeriet i Gävle, som planerade att producera 30 miljoner kilo mejeriprodukter 2018.
Fredagen den 8 maj 2020 var sista produktionsdagen i Gävle. Mejeriet i Gävle startade 1951. I framtiden förs mjölken till mejeriet i Kallhäll.
Grådö mejeri såg en möjlighet etablera sig som mjölkuppköpare av bönderna och som mjölkleverantör till butikerna i Gästrikland. 